# Oxychloe bisexualis
Oxychloe bisexualis là một loài thực vật có hoa trong họ Juncaceae. Loài này được Kuntze mô tả khoa học đầu tiên năm 1898.